# Église catholique en république démocratique du Congo
L'Église catholique en république démocratique du Congo compte environ 35 millions de fidèles, soit approximativement la moitié de la population. Territorialement elle est divisée en six archidiocèses et 42 diocèses, le plus grand étant l'archidiocèse de Kinshasa, la capitale du pays.
Près de 60 % des écoles primaires du pays sont gérées par des congrégations religieuses catholiques, ainsi que des hôpitaux. Beaucoup de diocèses sont en outre propriétaires d'entreprises, incluant des fermes ou des magasins.

## Histoire
Sur le territoire du Congo entre les XIVe et XVIIIe siècles, il y avait un royaume avec sa capitale à M'banza-Kongo. À partir du XVe siècle, des contacts ont lieu avec les portugais, y compris des missionnaires catholiques. Au début du XVIe siècle sous le règne du roi Nzinga Mbembe le Congo a adopté le christianisme comme religion officielle, sous l'influence des premiers jésuites. En 1597, la principale église de M'banza-Kongo (San Salvador) a reçu le statut de cathédrale. L'activité missionnaire au Congo était le fait de plusieurs ordres religieux: franciscains, dominicains, jésuites et autres.
C'est durant l'ère coloniale, avec la colonisation belge du Congo, que le catholicisme va être implanté de manière ferme dans le pays. L'État belge autorise et aide les implantations d'écoles et hôpitaux catholiques. Pour l'État, c'est un moyen de s'assurer de la main d'œuvre, de lutter contre l'analphabétisme et les maladies, tout en étendant son contrôle sur le pays. Pour le cardinal Joseph Malula, à la tête de l'Église du Zaïre, déclare « Pour notre peuple, l'Église était l'État, et l'État était l'Église ». À l'indépendance en 1960, les catholiques étaient accusés de collaboration, et de fréquentes attaques contre eux ont eu lieu, alors que les protestants et les kimbanguistes étaient épargnés.

## Relation entre l'église et l'état

### Histoire
Avant l'indépendance, l'Église et l'État nourrissent de bonnes relations, mais la situation se dégrade progressivement, avec l'arrivée au pouvoir du général Mobutu (Mobutu Sese Seko). En 1971, l'État décide de nationaliser les universités, incluant l'université Lovanium catholique. La Jeunesse du Mouvement Populaire de la Révolution, ou JMPR, est imposée dans l'éducation et fait face à une forte résistance dans les séminaires. En 1972, lors de la politique de Zaïrianisation, les régime demanda de changer les noms occidentaux en noms africains, et ainsi abandonner les noms de baptême. Le cardinal Madula demande aux évêques de ne pas suivre cette décision, et est exilé trois mois, alors que sa résidence est  transformée en centre de JMPR. De plus, l'État interdit les publications religieuses et les groupes de jeunesse.
Après un bref dégel des relations en 1973 et au début de 1974 qui permettent le retour d'exil du cardinal Madula, les relations continuent à se détériorer. Noël n'est plus un jour férié, les institutions religieuses sont interdites à l'école, et les symboles religieux sont chassés des bâtiments publics, pour être remplacés par des portraits de Mobutu. Le président est présenté par le régime comme le nouveau messie, et le mobutisme remplace l'instruction religieuse à l'école. Les étudiants doivent participer à des activités des JMPR, où ils doivent chanter « Mobutu awa, Mobutu kuna, Mobutu partout » (Mobutu ici, Mobutu là, Mobutu partout).
La situation change à la fin de 1975 quand les prix du cuivre et les résultats de la Zaïrianisation nuisent significativement à l'économie. Le niveau de vie baisse et un nombre croissant de fonctionnaires profite de sa situation pour améliorer son sort, à travers notamment la corruption. Le clergé catholique dénonce ces exactions. Des lettres pastorales dénonçant la corruption de l'état sont publiés par tous les évêques entre 1977 et 1978. Bien que personnellement furieux de ces critiques, Mobutu voit l'échec de son système éducatif et revient à l'éducation assurée par les institutions religieuses.
Les tensions restent vives dans les années 80 et 90, par exemple en juin 1981 les évêques critiquent la corruption, la brutalité, la mauvaise gestion et le mépris des droits de l'homme de la part du régime. Des militants JMPR vérifient les homélies et des intimidations ou attaques ont lieu contre des personnalités religieuses. Pour l'élection présidentielle de 1984, le cardinal recommande aux Zaïriens de consulter leur conscience, ce qui est dénoncé par le gouvernement.

### De nos jours
Actuellement, l'Église catholique tient un rôle politique important, avec notamment sa médiation pour le départ de Joseph Kabila.

## Organisation
L’Église catholique en république démocratique du Congo compte 6 archidiocèses et 42 diocèses.

## Rites
Le rite zaïrois, qu'il est également possible d'appeler rite congolais, est une variant du rite romain, approuvé par Rome depuis 1988. Pour s'adapter à la culture congolaise, les fidèles sont plus engagés dans la cérémonie, notamment par des danses qui peuvent être une expression de la foi, mais également par l'invocation des ancêtres et des saints, qui comporte une dimension eschatologique. Une autre caractéristique est la bénédiction avant la lecture.

## Statistiques
À la fin de l'année 2004, on comptait 1 256 paroisses, 4 020 prêtres, 7 180 religieuses, environ 10 000 écoles et 2 581 instituts caritatifs. La population catholique était alors estimée à 28 259 902 baptisés, soit environ 49,6 % de la population du pays.
Les données de la CIA donnent environ 50 % de catholiques en RDC.

## Organisations de jeunesse
- Kiro Congo
- Xaveri Congo